# Гней Клавдій Север
Гней Клавдій Север (лат. Gnaeus Claudius Severus; 133—197) — державний діяч, філософ, інтелектуал часів Римської імперії, консул-суффект 167 року, ординарний консул 173 року.

## Життєпис
Походив з роду Клавдіїв, його гілки Северів. Син Гнея Клавдія Севера Арабіана, консула 146 року. Здобув гарну освіту, замолоду захопився філософією, ставши послідовником школи перипатетиків. Близько 160 року одружився з представницею заможного та впливового роду Уммідіїв. Це значно посприяло його кар'єрі. Вже у 167 році він став консулом-суффектом, разом з Луцієм Семпронієм Гракхом.
Між 167 та 170 роками розлучився з Уммідією та одружився з донькою імператора Марка Аврелія: висуваються різні причини — кохання, амбіції Севера, вплив імператора. Після цього разом з сім'єю перебрався на батьківщину свого роду — до міста Помпеяполіс у Пафлагонії, де мешкав декілька років. Ймовірно необхідно було привести до ладу господарство в тамтешніх маєтках.
У 173 році або трохи раніше повернувся до Риму, де його обрано ординарним консулом, разом з Тіберієм Клавдієм Помпеяном. Надалі значний час став приділяти філософії. Входив до інтелектуального гуртка разом з Марком Аврелієм, Сульпіцієм Корнеліаном, Галеном. Зберігав вплив за правління імператора Марка Аврелія. У 176 році супроводжував останнього до Афін, де вони відвідали тамтешню академію.
Після смерті дружини приблизно наприкінці 170-х років менше став займатися політичними справами і виступами в сенаті. За часів імператора Коммода не проявляв активності. Втім, після перемоги Септимія Севера підпав під підозру стосовно імператорських амбіцій як родич династії Антонінів. Тому імператор наказав стратити Севера разом з його батьком за начебто підтримку Клодія Альбіна.

## Родина
1. Дружина — Уммідія Корніфіція Фаустіна
Діти:
- Марк Клавдій Уммідій Квадрат
- Аннія Фаустіна, дружина Тиберія Клавдія Севера Прокула, консула 200 року

2. Дружина — Аннія Аврелія Галерія Фаустіна
Діти:
- Тиберій Клавдій Север Прокул, консул 200 року